# Robert Gast
Robert Gast (* 1984 in Gießen) ist ein deutscher Wissenschaftsjournalist. Er ist Redakteur bei Zeit Online und dort zuständig für die Berichterstattung über Physik, Astronomie und Raumfahrt.

## Leben
Robert Gast studierte Physik in Heidelberg und schloss sein Studium mit einer Diplomarbeit über Astroteilchenphysik ab. Zum Journalisten ausgebildet wurde er durch die Initiative Wissenschaftsjournalismus und ein Volontariat in der Redaktion der Süddeutschen Zeitung. Anschließend arbeitete er als Redakteur für die Neue Zürcher Zeitung und Spektrum der Wissenschaft. Seit 2021 berichtet er für Zeit Online.

## Auszeichnungen
- 2012: European Science Writers Award (Kategorie Nachwuchs)[4]
- 2012: Newstalent Award der Deutschen Presse-Agentur (2. Platz)[5]
- 2013: Georg von Holtzbrinck Preis für Wissenschaftsjournalismus (Kategorie Nachwuchs)[6]
- 2016: Ernst-Schneider-Preis (Sonderpreis als Teil des Swiss-Leaks Team der Süddeutschen Zeitung)[7]
- 2016: Hugo-Junkers-Preis (Sonderpreis für seinen Beitrag "Otto Lilienthal und der Traum vom Fliegen")[8]
- 2017: Journalistenpreis der Deutschen Mathematiker-Vereinigung[9]
- 2023: Georg von Holtzbrinck Preis für Wissenschaftsjournalismus (Kategorie Text)[10]
- 2023: Hugo-Junkers-Preis (Hauptkategorie für "Ein All für alle")[11]
- 2023: Deutscher Reporterpreis (Kategorie Multimedia für das Teamprojekt "Unser Müll im All")[12]